# Can Calopa
Can Calopa és una masia d'Argentona (Maresme) inclosa a l'Inventari del Patrimoni Arquitectònic de Catalunya.

## Descripció
Masia amb teulada a quatre vessants, de planta baixa, pis i golfes. Les quatre façanes ocupen un rectangle de 18,80 x 25,30 m. La façana principal mira al pati davanter, on s'entra passant per un portal, a la llinda del qual hi ha l'escut de la casa amb la data de 1698. Portal rodó de 13 dovelles i balcó sobreposat amb barana de ferro. La façana que dona al carrer té finestres de l'època i dos balcons al cos del celler. Té façana posterior. L'entrada i la sala del pis fan 13 x 5,30 m. La sala del cos del celler, amb porta a nivell de la plaça, fa 17,30 x 5,20 m. Està decorada per l'arquitecte Josep Puig i Cadafalch. Els gruixos dels murs de la casa aprofiten el tipus constructiu a base de tres pams i s'hi utilitza morter de calç i formigó. Sostres amb bigues o jàsseres o voltes de rajola amb llunetes.

## Història
Mateu Calopa, mort el 1661, comença la genealogia d'aquesta casa pairal d'Argentona. Fins fa poc la casa tenia les vinyes al seu davant. La façana lateral ara es veu edificada amb cases aïllades amb petits jardins. Se li han afegit dos porxos laterals. Actualment la gran sala del cos del celler, a la planta baixa, està destinada a restaurant. És propietat de la família Gallifa.